# Craterul Mishina Gora
Craterul Mishina Gora este un crater de impact meteoritic în Rusia la 180 km sud-vest de Sankt Petersburg.

## Date generale
Acesta este 2,5 km în diametru și are vârsta estimată la 300 ± 50 de milioane de ani, datând de la începutul Permianului. Craterul este expus la suprafață, dar nu este ușor de distins din imaginile aeriene.